# Vijñānavāda
Vijñānavāda (Bewusstseinslehre), auch Cittamātra (Nur-Geist) oder Yogācāra (Yoga-Praxis) genannt, ist eine von Asanga und Vasubandhu ca. im 4. Jh. gegründete philosophische Schule des Mahāyāna-Buddhismus. Die zentrale Lehre dieser Schule besagt, dass alle wahrnehmbaren Phänomene nur auf Grundlage des Geistes entstehen und als solche substanzlos sind. Infolgedessen werden alle Wahrnehmungen als geistige Projektionen eingestuft.
Nach der Lehre des Vijñānavāda bestehen alle Dinge nicht im Sinn manifester Wirklichkeit, sondern nur als geistige Phänomene des Bewusstseins (vijñāna). In den Gedanken und Vorstellungen schaffen wir uns eine vermeintlich »reale« Welt, die in Wahrheit aber nur in der kreativen Phantasie des Betrachters besteht. Alles ist nur Bewusstsein, nur Geist (citta) (lateinisch esse est percipi) und nicht wirklich. Den Dingen kommt deshalb kein Eigensein, keine eigentliche Realität zu. Die Welt ist nichts mehr als eine mentale Konstruktion, somit nur Traum, nicht seiend. Nichtseiend ist aber auch der Träumer (Ich), denn ist die Welt nur Traum, dann ist auch der Träumer (Ich) nur geträumt. Mit dieser Auffassung vertritt der Vijñānavāda einen konsequenten Idealismus.
Die Denkschule des Vijñānavāda erlosch in Indien mit dem Niedergang des Buddhismus in seinem Heimatland im 12. Jahrhundert. Einige Elemente leben aber weiter im chinesischen Faxiang, dem japanischen Hossō-shū und dem tibetischen Vajrayāna.
Zusammen mit der Mādhyamaka hat der Vijñānavāda wie kein anderes System das Denken des Mahāyāna tief zu durchdringen vermocht.